# Таскалинский район
Таскали́нский район (каз. Тасқала ауданы) — район Западно-Казахстанской области Казахстана. Ранее носил название — Каменский район.
Административный центр района — село Таскала (железнодорожная станция Таскала).
Расстояние от райцентра до областного центра Уральска — 88 км.
Население района составляет 16 701 человек (на начало 2019 года).

## География
Территория района составляет 8,1 тыс. кв. км. Район расположен в Прикаспийской низменности в отрогах Общего сырта. Достопримечательностью района является гора Ичка, которая является самым высоким местом Западно-Казахстанской области, её высота над уровнем моря 259 метров.
Наиболее крупная река — Деркул (крупнейший приток реки Чаган), протяженность которой составляет 90 км. Также на территории района располагаются уникальные Чижинские разливы.
Преобладают каштановые, глинистые и солонцовые почвы с полынной и полынно-житняковой растительностью.

## История
Первые упоминания о Таскалинском, тогда Каменском районе, есть во всеобщей переписи населения Российской империи 1801 года. В то время на этих землях стали основываться военные поселения казаков.
В начале 1919 года в результате Гражданской войны на линии Пермь — Орск шло противоборство красных и колчаковских армий. В мемуарах «Воспоминания и размышления» (т. 1, гл. 3 «Участие в Гражданской войне») маршала Советского Союза Г. К. Жукова есть воспоминания о том, как начале июля 1919 года 1-я Московская кавалерийская дивизия, в которой он служил, в ходе операции по деблокаде окружённого Уральска вела упорные бои в районе станции Шипово (современное название — Таскала).
Как самостоятельная административная единица район был образован 28 октября 1933 года под названием Каменский район. В первые годы образования района на его территории действовало 40 колхозов, одна МТС, две МСС, четыре совхоза треста «Скотовод» и два — треста «Овцевод». Активно стала налаживаться культурная жизнь района, росло количество школ, клубов, развивалось кино и радио, состоялось открытие типографии и выпуск первого номера районной газеты «За большевистские колхозы», основной акцент делался на ликвидацию безграмотности населения. 2 января 1963 года район был упразднён, 2 января 1967 года восстановлен. 7 октября 1993 года район был переименован в Таскалинский.

## Административное деление
В районе 9 сельских округов:
- Актауский сельский округ
- Таскалинский сельский округ
- Достыкский сельский округ
- Мерейский сельский округ
- Амангельдинский сельский округ
- Чижинский сельский округ
- Казахстанский сельский округ
- Мерекенский сельский округ
- Косщинский сельский округ

## Экономика
Основой экономики района остается сельское хозяйство, прежде всего распространено производство зерна. Наряду с полеводством развито животноводство, представленное, в основном, скотоводством мясо-молочного направления.
Кроме того в Таскалинском районе работают 2 хлебопекарни, маслобойный цех по производству подсолнечного масла, две мельницы, кирпичный завод, завод по выпуску сухих строительных смесей, мебельный цех. Район газифицирован.

## Транспорт
Район является пограничным с Российской Федерацией. На его территории на железнодорожной станции Семиглавый Мар расположен казахстанский железнодорожный пограничный пункт пропуска. Также развито автодорожное сообщение. На межгосударственной дороге Таскала — Озинки расположен крупный казахстанский автомобильный пункт пропуска через границу Таскала, работающий круглосуточно.

## Известные люди
- Герой Советского Союза Жаксыгулов, Садык Шакелович
- Герой Советского Союза Анатолий Маркович Скоробогатов
- Герой Советского Союза Алексей Павлович Чурилин
- Герой Социалистического Труда Макаш Жусупов
- Полный кавалер ордена Славы Михаил Михайлович Шамов
- Нарыков Айткали Нурушевич — поэт, писатель, член Союза писателей Казахстана
- Рахимова Жумаганым — заслуженная артистка Республики Казахстан[9]